# Jean-François Oeben

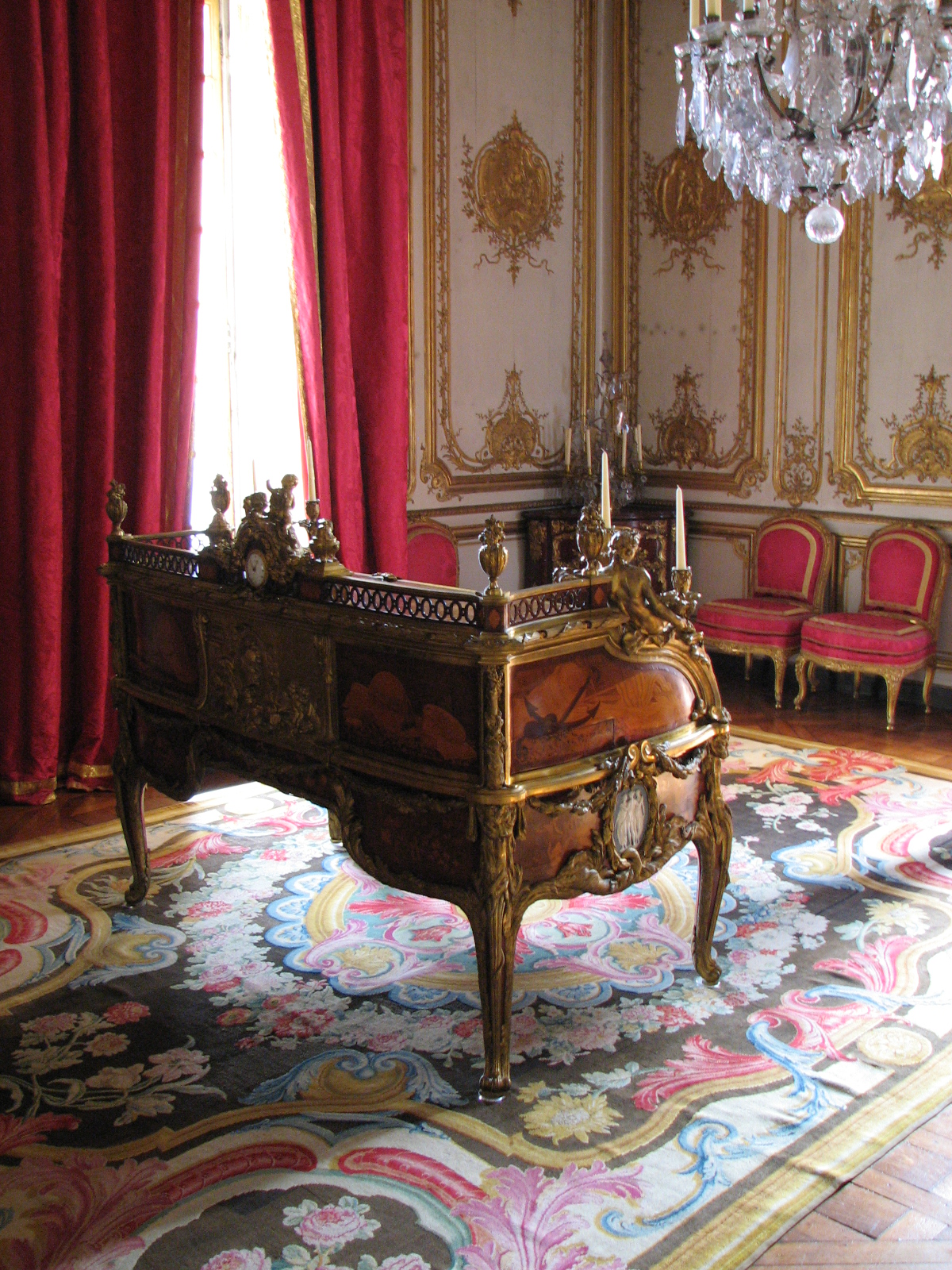
Bureau du Roi z 1760, ukończone przez J.H. Riesnera

Jean-François Oeben, Johann Franz Oeben (ur. 9 października 1721 w Heinsberg, zm. 23 stycznia 1763 w Paryżu) – urodzony w Niemczech francuski projektant mebli.
Był uczniem Ch.A. Boulle'a, po którym objął stanowisko ebenisty królewskiego.
Jego najbardziej znanym dziełem jest biurko królewskie Ludwika XV, w którym zastosował wynaleziony przez siebie m.in. żaluzjowy system zamykania blatu. Biurko zostało dokończone przez J.H. Riesenera w 1769 i obecnie przechowywane jest w pałacu wersalskim. Oeben wykonywał także meble dla Madame Pompadour.